# Hope Springs (série de televisão)
Hope Springs é uma série de televisão britânica de comédia dramática que segue a vida de quatro ex-presidiárias escondidas após um roubo multimilionário. Produzida pela Shed Productions, a empresa por trás de Bad Girls, Footballers' Wives e Waterloo Road, a série de oito episódios começou a ser exibida na BBC One em 7 de junho de 2009 e terminou em 26 de julho de 2009. Depois de uma única série, a BBC cancelou Hope Springs, porque “não encontrou seu público da maneira que [eles] esperavam”.

## Filmagem
A produção da série começou no verão de 2008 no vilarejo de Wanlockhead, situado na região de Dumfries e Galloway, um local ideal escolhido por sua bela e tranquila paisagem para fornecer o cenário perfeito para o programa. As cenas internas a serem apresentadas foram filmadas nos estúdios de drama da BBC Scotland em Dumbarton.

## Elenco
| Personagem           | Ator                | Referência  |
| Ellie Lagden         | Alex Kingston       | [ 4 ] [ 5 ] |
| Hannah Temple        | Siân Reeves         | [ 6 ]       |
| Shoo Coggan          | Christine Bottomley | [ 7 ]       |
| Josie Porritt        | Vinette Robinson    | [ 8 ]       |
| Sadie Cairncross     | Annette Crosbie     | [ 9 ]       |
| Ann Marie Cairncross | Ronni Ancona        | [ 10 ]      |
| Gil Cameron          | Paul Higgins        | [ 11 ]      |
| Euan Harries         | Alec Newman         | [ 12 ]      |
| Ina Harries          | Lorraine McIntosh   | [ 13 ]      |
| Dean McKenzie        | Richard Madden      | [ 13 ]      |
| Ronan Harries        | Tony McGeever       | [ 13 ]      |
| Roy Lagden           | Mark Frost          | [ 13 ]      |
| Marius Gruber        | Clint Dyer          | [ 13 ]      |
| Nathan Donovan       | Oliver Gomm         |             |
| Rita Khan            | Belgit Gill         |             |
| Mo Khan              | Sanjeev Kohli       |             |
| David Allan          | Gregg Munroe        | [ 13 ]      |
| Chris O'Neill        | Ashley Rice         | [ 14 ]      |

## Sinopse
A primeira série de 8 episódios é ambientada nas vidas de Ellie Langden (Alex Kingston), Hannah Temple (Siân Reeves), Shoo Coggan (Christine Bottomley) e Josie Porritt (Vinette Robinson) – quatro ex-presidiárias sensuais tentando endireitar-se. Com a ajuda de £ 3 milhões, roubados do rico marido gângster de Ellie, Roy (Mark Frost), eles planejam partir para a ensolarada segurança de Barbados para começar suas novas vidas. No entanto, quando seu plano há muito pensado dá errado, eles se encontram na remota vila escocesa de Hope Springs - uma vila que mudará a vida de cada um para sempre.
A série terminou com o texto:

A Gangue dos Cinco continua fugindo. Ser milionários e ter um ótimo bronzeado os ajuda a lidar com isso.